# Jakub Vojáček
Jakub Vojáček (7. července 1789 Kostelec na Hané – 1. prosince 1858 Prostějov) byl český hostinský, podnikatel a lihovarník, majitel palírny v domě U Zeleného stromu v Prostějově a průkopník palírnictví na Moravě. Byl otcem pozdějšího význačného prostějovského starosty Karla Vojáčka.

## Životopis
Narodil se v Kostelci na Hané v rodině chalupníka Franze Vojáčka a jeho ženy Veroniky rodem Plaché, poblíž Prostějova na střední Moravě. Díky svému hudebnímu nadání působil během vojenské služby jako kapelník vojenské hudby. Po skončení služby odešel zpět na Hanou, usadil se v Prostějově a provozoval zde hostinec v domě U Zlaté studny. Zde se oženil a založil rodinu.
Roku 1843 zakoupil prostějovskou palírnu U Zeleného stromu, výrobny s tehdy již více než třísetletou tradicí. Výrazně vylepšil finanční kondici podniku, zavedl zde také nové destilační technologie. Ve spolupráci s německým podnikatelem Louisem Eckelmannem, spolumajitelem továrny na výrobu droždí (první svého druhu v Rakouském císařství) a likérky v Krásném Březně u Ústí nad Labem začala Vojáčkova palírna vyrábět destilovanou žitnou pálenku zvanou režná. Palírna U Zeleného stromu byla povýšena na továrnu a posléze se stal jedním z největších lihovarnických podniků na Moravě. Ze spolupráce obou lihovarnických podniků posléze vzešla také značka žitné pálenky Stará myslivecká.

### Úmrtí
Jakub Vojáček zemřel koncem roku 1858 v Prostějově, ve věku 68 let.
Po jeho smrti vedli podnik jeho dědicové až do roku 1920, kdy podnik přešel pod družstevní správu.

### Rodinný život
Byl dvakrát ženatý. Jeho druhou ženou byla Vincencie Vojáčková (roz. Kostelecká), matka pozdějšího lékárníka a starosty Prostějova Karla Vojáčka.